# Даня, Андреа
Андреа Даня (итал. Andrea Dania; 1775, Овада, Пьемонт — 18 июля 1822, Пета) — итальянский военный и филэллин, герой Греческой национально-освободительной революции 1821—1829 годов. 

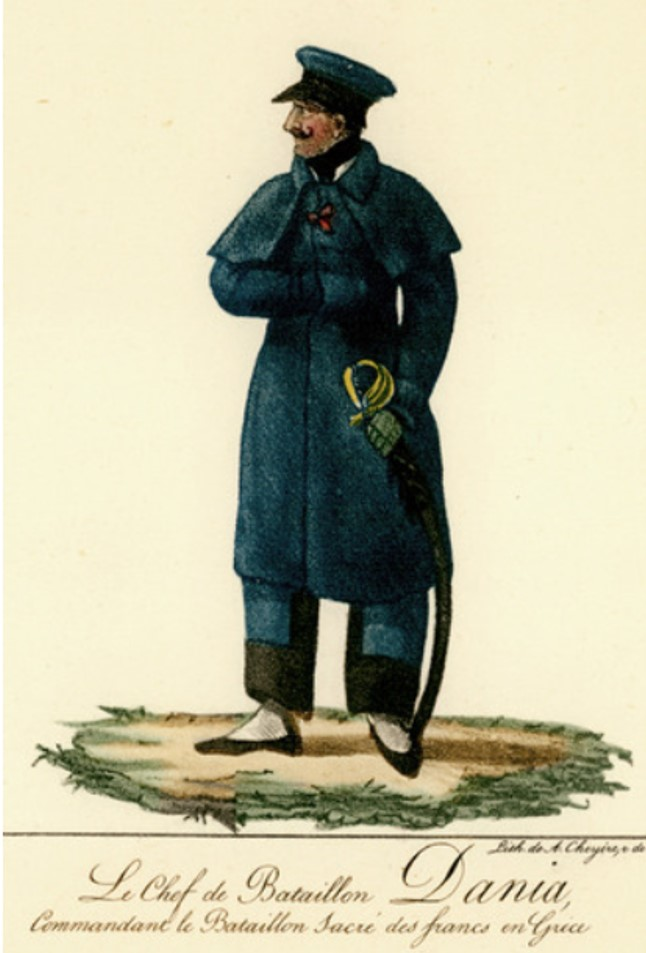
Полковник Андреа Даня (1775-1822)

## Молодость
Андреа Даня родился в коммуне Овада, региона Пьемонт провинции Алессандрия 7 апреля 1775 года в семье Франческо ди Доменико и Франчески Марии Беральди. Его имя фигурирует в записях прихода N.S. 
Андреа был племянником монсеньора Анджело Винченцо Даня, доминиканского священника который позже стал епископом Albenga.

## В армии Наполеона
В армии Лигурийской республики, созданной в 1797 году Наполеоном, Андреа стал последовательно лейтенантом артиллерийского корпуса 17 июля 1799 года, офицером интендантом (Тenente) 1 августа 1800 года, адъютантом - майором (Tenente Ajutante Maggiore) 13 июля 1801 года, Ajutante della Piazza 1 февраля 1805 года. 
Во время итальянского похода Суворова, сражался против союзников при Serravalle (1798) и против австрийцев в в битве при Нови (15 августа 1799). 
Даня принял участие в Пиренейских войнах империи, где, командуя артиллерийской частью, отличился в Битве при Витории (1813), после которого был награждён (стал членом) Ордена Почётного легиона. 
Даня последовал за Наполеоном в его кампаниях до Ватерлоо (1815), где был взят в плен. 
На момент его возвращения в Геную, вся Лигурия была включена в Сардинское королевство. Даня вёл спокойную частную жизнь, но ветеран наполеоновских войн поддерживал контакты с революционными организациями и с началом Греческой революции (1821) принял решение принять участие в освободительной войне греков.

## Первый регулярный батальон современной греческой армии

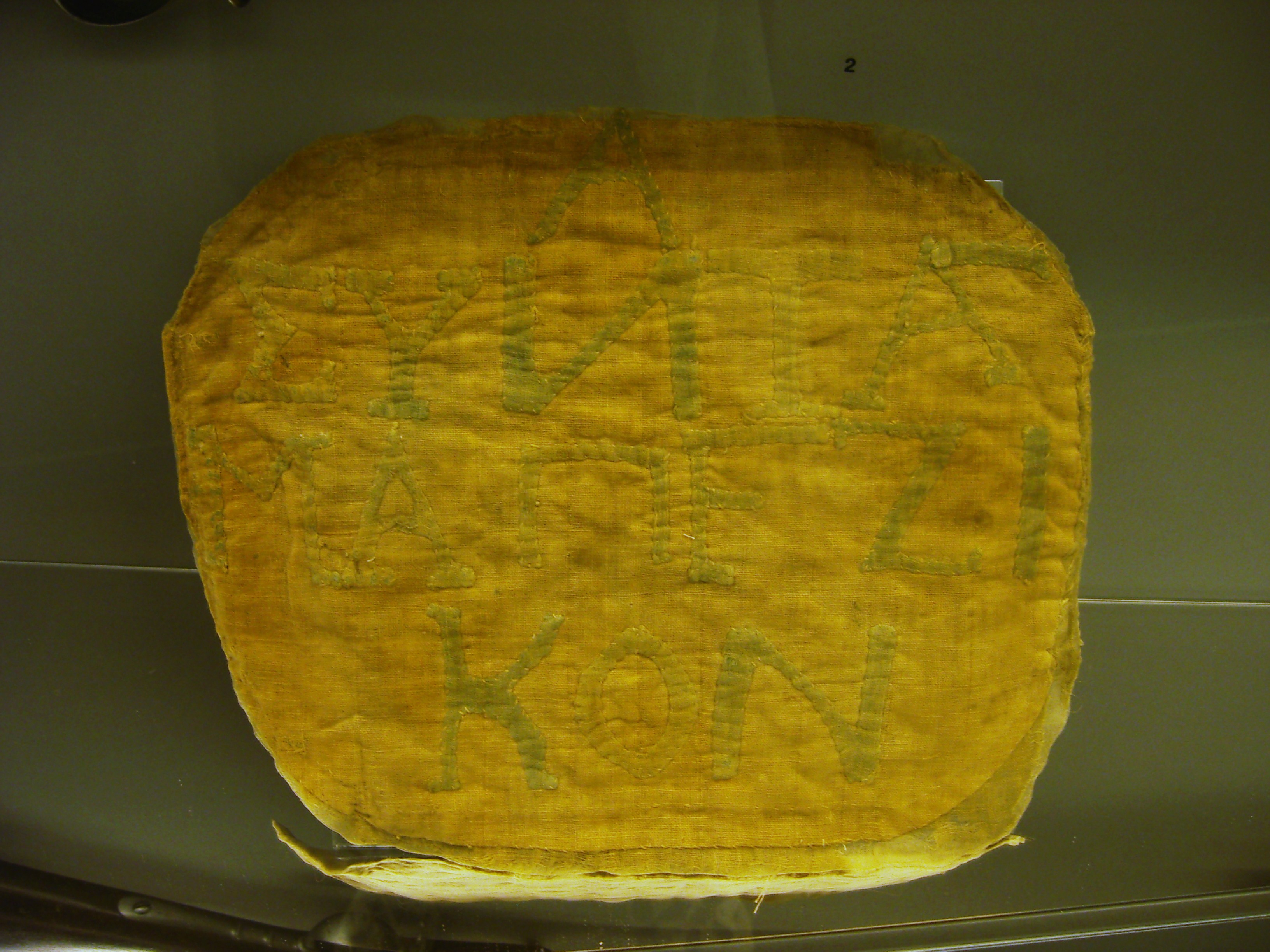
Фрагмент флага 1-го батальона регулярной армии Греции

Первым регулярным соединением современной греческой армии принято считать Священный отряд (1821), созданный Александром Ипсиланти в феврале 1821 года в Молдово-Валахии. Инициатива создания регулярного соединения непосредственно в Греции принадлежит его брату, Дмитрию Ипсиланти. 
Первый регулярный батальон был создан в июле 1821 года в городе Каламата,Пелопоннес и первым его командиром стал рождённый на Крите корсиканец Иосиф Балест.
В дальнейшем сам Балест был послан на Крит, где и погиб. 
Даня подготовил план взятия крепости Навлион соединением Балеста, но операция была неудачной. 
Историографы греческого генерального штаба склонны считать датой создания регулярной армии 1 апреля 1822 года, когда Национальный конгресс в Эпидавре одобрил законопроект о создании регулярной армии, подготовленный политиком Александром Маврокордатосом. В конце месяца батальон был переименован в полк, что не означало однако существенного увеличения его численного состава. Батальон/полк состоял в основном из молодёжи греческой диаспоры, имевшей кое какой опыт регулярной армии и около сотни филэллинов. 
Первым командиром нового соединения, в звании полковника, был назначен итальянец Пьетро Тарелла.

## Битва при Пета
Экспедиция Маврокордатоса в Эпир имела действительную объективную задачу помощи сулиотам, державшим около года оборону в своих горах против многократных османских сил.
Но экспедиция имела и политическую подоплёку, поскольку Маврокордатос хотел утвердиться и как стратег в своём политическом противоборстве с Дмитрием Ипсиланти. Однако в битве при Пета 4/18 июля, Маврокордатос предпочёл находится вдали от поля сражения.
Общее число солдат регулярного батальона и иррегулярных повстанцев перед битвой достигало 1500 бойцов. Иррегулярные повстанцы готовили бастионы, но Тарелла отклонил совет военачальников Гогоса и Алекндра Влахопулоса последовать их примеру, со словами «Наши груди — наши бастионы». Андреа Даня добавил: «Мы тоже умеем воевать». 4/18 июля почти шестикратные (8 тыс.) османские силы, в основном албанцев, обрушились на греческие позиции. Тарелла принял бой в открытом поле. Образовав каре, батальон «сражался героически, но был вынужден отступать шаг за шагом», потеряв 3/4 своего состава. Тарелла погиб, после чего командование батальоном принял Даня. Из 93 иностранных филэллинов, живыми из сражения вышли 21. Среди погибших были Тарелла и Даня.

## Память

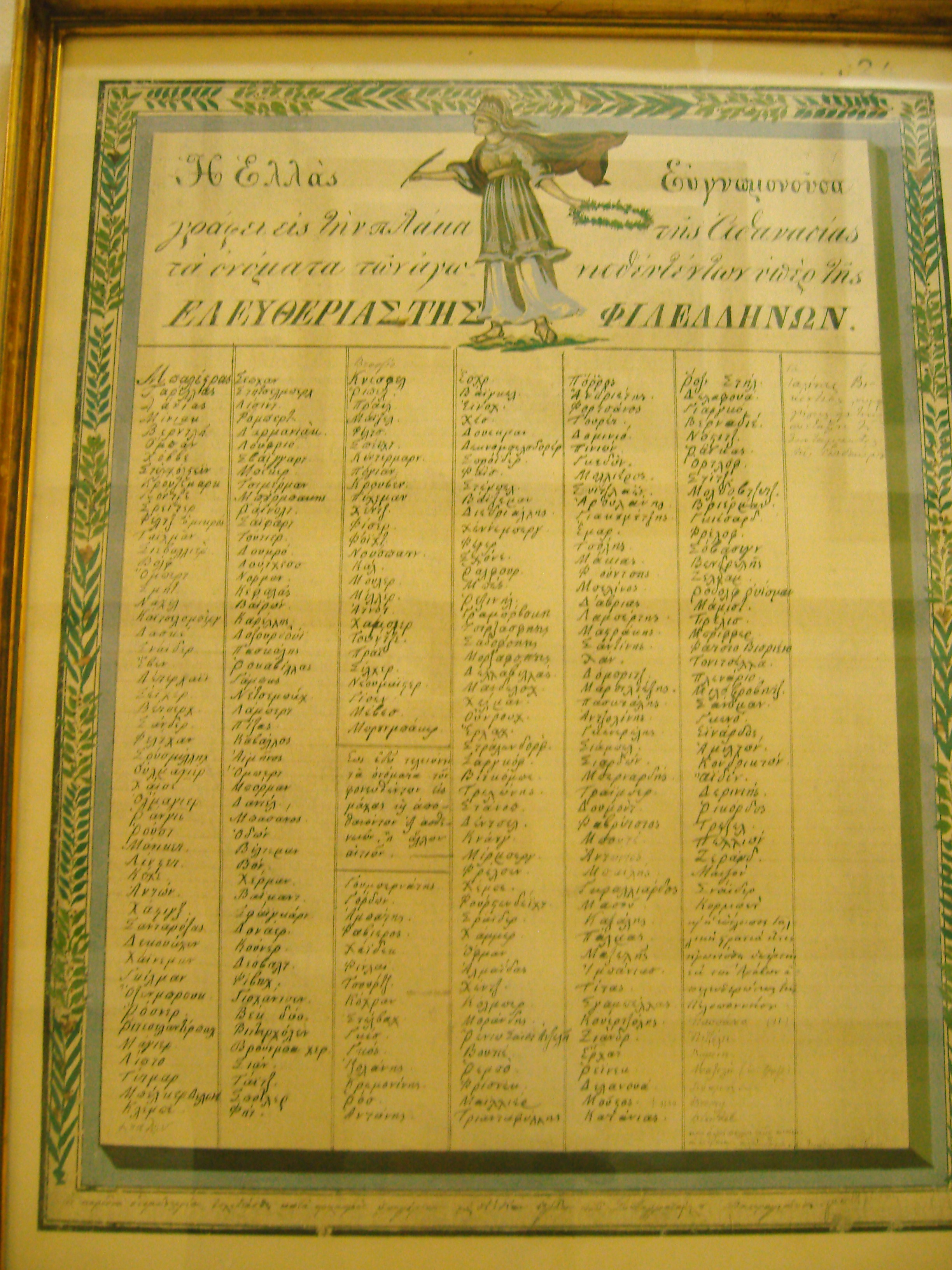
Почётный лист филэллинов участников Освободительной войны. Первыми упоминаются Балест, Тарелла и Даня.

В почётном листе филэллинов изданном по окончании Освободительной войны, Андреа Даня числится третьим, после Балеста и Тарелла. Именем Андреа Даня названо множество улиц по всей Греции